# Neoprotoparmelia
Neoprotoparmelia is een geslacht van korstmossen dat behoort tot de orde Lecanorales van de ascomyceten. De typesoort is Neoprotoparmelia corallifera.

## Soorten
Volgens Index Fungorum telt het geslacht 24 soorten (peildatum januari 2022):
| Soortnaam                        | Auteur(s)                                                        | Publicatiejaar |
| -------------------------------- | ---------------------------------------------------------------- | -------------- |
| Neoprotoparmelia amerisidiata    | Garima Singh & Aptroot                                           | 2018           |
| Neoprotoparmelia australisidiata | Garima Singh & Aptroot                                           | 2018           |
| Neoprotoparmelia brasilisidiata  | Garima Singh, M. Cáceres & Aptroot                               | 2018           |
| Neoprotoparmelia camptotheca     | (Fée) L.A. Santos & Lücking                                      | 2019           |
| Neoprotoparmelia capensis        | V.J. Rico, A. Crespo & Garima Singh                              | 2018           |
| Neoprotoparmelia capitata        | (Lendemer) Garima Singh, Lumbsch & I. Schmitt                    | 2018           |
| Neoprotoparmelia corallifera     | (Kantvilas & Papong) Garima Singh, Lumbsch & I. Schmitt          | 2018           |
| Neoprotoparmelia crassa          | Garima Singh & Aptroot                                           | 2018           |
| Neoprotoparmelia fuscosorediata  | Kalb & Aptroot                                                   | 2021           |
| Neoprotoparmelia isidiata        | (Diederich, Aptroot & Sérus.) Garima Singh, Lumbsch & I. Schmitt | 2018           |
| Neoprotoparmelia multifera       | (Nyl.) Garima Singh, Lumbsch & I. Schmitt                        | 2018           |
| Neoprotoparmelia nigra           | L.A. Santos, Lücking & Aptroot                                   | 2019           |
| Neoprotoparmelia orientalis      | (Kantvilas & Papong) Garima Singh, Lumbsch & I. Schmitt          | 2018           |
| Neoprotoparmelia paramultifera   | L.A. Santos, M. Cáceres & Aptroot                                | 2019           |
| Neoprotoparmelia paulii          | V.J. Rico, Lumbsch & Garima Singh                                | 2018           |
| Neoprotoparmelia plurisporibadia | Garima Singh, M. Cáceres & Aptroot                               | 2018           |
| Neoprotoparmelia pseudomultifera | L.A. Santos, Lücking & Aptroot                                   | 2019           |
| Neoprotoparmelia pulchra         | (Diederich, Aptroot & Sérus.) Garima Singh, Lumbsch & I. Schmitt | 2018           |
| Neoprotoparmelia purpurea        | L.A. Santos, Lücking & Aptroot                                   | 2019           |
| Neoprotoparmelia rogersii        | (Elix) Sipman                                                    | 2019           |
| Neoprotoparmelia rubrofusca      | Lücking & L.A. Santos                                            | 2019           |
| Neoprotoparmelia saxicola        | (Aptroot & M. Cáceres) L.A. Santos, M. Cáceres & Aptroot         | 2019           |
| Neoprotoparmelia sexdecimspora   | L.A. Santos, M. Cáceres & Aptroot                                | 2019           |
| Neoprotoparmelia siamisidiata    | Garima Singh & Aptroot                                           | 2018           |